# ヘルナイト
『ヘルナイト』（原題：Hell Night）は、1981年制作のアメリカ合衆国のホラー映画。
チャック・ラッセルが製作総指揮を担当しているほか、フランク・ダラボンが製作助手に名を連ねている。主演のリンダ・ブレアは、第2回ゴールデンラズベリー賞で最低主演女優賞にノミネートされた。

## あらすじ
とある大学の学生クラブ「アルファ・シグマ・ロー」では、毎年“ヘルナイト”と呼ばれる新入生歓迎の恒例行事が行われていた。それは、かつて一家心中があったとされる“ガース館”と呼ばれる古い屋敷に泊まり込んで一夜を過ごすという、いわば肝試しであった。
今年も、マーティ、セス、ジェフ、デニーズの4人の新入生が、“ガース館”で“ヘルナイト”を過ごすことになった。しかし、彼らは得体の知れない何者かに次々と襲われ、殺されてゆく。

## キャスト
※括弧内は日本語吹替。
- マーティ：リンダ・ブレア（潘恵子）
- セス：ヴィンセント・ヴァン・パタン（石丸博也）
- ジェフ：ピーター・バートン（東富士郎）
- ピーター：ケヴィン・ブロフィー（二又一成）
- メイ：ジェニー・ニューマン（戸田恵子）
- デニーズ：スーキー・グッドウィン（小山茉美）
- スコット：ジミー・スターテバント（島田敏）

※テレビ放映：日本テレビ「水曜ロードショー」1984年5月23日、ブルーレイ収録